# Nati nel 1660
| Questa pagina contiene informazioni ricavate automaticamente dalle voci biografiche con l'ausilio del template Bio e di un bot. L'aggiornamento è periodico e automatico e ricostruisce completamente la pagina. Se manca una persona in questa lista, sei pregato di non aggiungerla, ma accertati piuttosto che la sua voce biografica contenga il template Bio e che i dati anagrafici siano correttamente compilati. Se il template Bio manca, inseriscilo tu stesso o, in alternativa, metti l'avviso {{tmp\|Bio}} che ne segnala la mancanza. Se i dati riportati sono sbagliati, correggi direttamente la voce biografica; le modifiche saranno visibili in questa lista entro pochi giorni. Per chiarimenti vedi il progetto biografie. La lista contiene solo le 121 persone che sono citate nell'enciclopedia e per le quali è stato implementato correttamente il template Bio. Pagina aggiornata al 2 mag 2025. |

## Gennaio(3)
- 1º gennaio - Domenico Gagliardi, medico, scrittore e filosofo italiano († 1745)
- 2 gennaio - Francesco II d'Este, nobile italiano († 1694)
- 5 gennaio - Giacomo Parravicino, pittore italiano († 1729)

## Febbraio(3)
- 10 febbraio - Antonio Francesco Sanvitale, cardinale e arcivescovo cattolico italiano († 1714)
- 19 febbraio - Friedrich Hoffmann, medico tedesco († 1742)
- 24 febbraio - John Murray, I duca di Atholl, nobile, politico e ufficiale scozzese († 1724)

## Marzo(8)
- 5 marzo - Paolo Vallaresso, vescovo cattolico italiano († 1723)
- 10 marzo - Colombino Bassi, vescovo cattolico italiano († 1732)
- 10 marzo - Andrea Riggio, patriarca cattolico italiano († 1717)
- 15 marzo - Olaus Rudbeck il Giovane, esploratore e scienziato svedese († 1740)
- 22 marzo - Eleonora Sofia di Sassonia-Weimar, nobildonna tedesca († 1687)
- 24 marzo - Filippo Antonio Gualterio, cardinale, arcivescovo cattolico e collezionista d'arte italiano († 1728)
- 27 marzo - Lodovico Sergardi, poeta italiano († 1726)
- 28 marzo - Arnold Houbraken, pittore e scrittore olandese († 1719)

## Aprile(6)
- 1º aprile - Franz Beer, architetto austriaco († 1726)
- 6 aprile - Johann Kuhnau, musicista e compositore tedesco († 1722)
- 10 aprile - Leonardo Julio Capuz, scultore spagnolo († 1731)
- 16 aprile - Hans Sloane, medico e naturalista britannico († 1753)
- 24 aprile - Cornelis Dusart, pittore, disegnatore e incisore olandese († 1704)
- 26 aprile - Pellegrino Antonio Orlandi, storico dell'arte e bibliografo italiano († 1727)

## Maggio(5)
- 2 maggio - Luigi Giulio di Savoia, militare italiano († 1683)
- 2 maggio - Alessandro Scarlatti, compositore italiano († 1725)
- 11 maggio - Johann Rudolf Byss, pittore svizzero († 1738)
- 20 maggio - Marcantonio III Borghese, III principe di Sulmona, nobile italiano († 1729)
- 28 maggio - Giorgio I di Gran Bretagna, nobile († 1727)

## Giugno(6)
- 5 giugno - Sarah Churchill, duchessa di Marlborough, nobile inglese († 1744)
- 9 giugno - Luigi Antonio del Palatinato-Neuburg, arcivescovo cattolico tedesco († 1694)
- 12 giugno - Fabio Bonvicini, ammiraglio italiano († 1715)
- 16 giugno - Niccolò del Giudice, cardinale italiano († 1743)
- 24 giugno - Giovan Battista Fagiuoli, scrittore, poeta e drammaturgo italiano († 1742)
- 28 giugno - Giovanni Vincenzo Lucchesini, filologo, storico e traduttore italiano († 1744)

## Luglio(3)
- 16 luglio - Jakob Prandtauer, architetto austriaco († 1726)
- 24 luglio - Charles Talbot, I duca di Shrewsbury, politico e diplomatico inglese († 1718)
- 25 luglio - Scipione Guidi di Bagno, generale italiano († 1721)

## Agosto(5)
- 2 agosto - Luis Francisco de la Cerda y Aragón, nobile e politico spagnolo († 1711)
- 4 agosto - Sofia Edvige di Sassonia-Merseburg, principessa tedesca († 1686)
- 15 agosto - Louis Feuillée, astronomo, botanico e geografo francese († 1732)
- 16 agosto - Leopoldo Ignazio di Dietrichstein, nobile austriaco († 1708)
- 27 agosto - Claude-François Fraguier, religioso e letterato francese († 1728)

## Settembre(3)
- 12 settembre - Wolfgang Hannibal von Schrattenbach, cardinale austriaco († 1738)
- 26 settembre - Giorgio Guglielmo di Legnica, duca († 1675)
- 26 settembre - Giovanni Battista Stella, arcivescovo cattolico italiano († 1725)

## Ottobre(9)
- 1º ottobre - Agostino Pipia, cardinale e vescovo cattolico italiano († 1730)
- 4 ottobre - Francesco Trivellini, pittore italiano († 1738)
- 14 ottobre - Girolamo Gigli, letterato e commediografo italiano († 1722)
- 14 ottobre - Domenico Piro, poeta italiano († 1696)
- 20 ottobre - Robert Bertie, I duca di Ancaster e Kesteven, nobile e militare britannico († 1723)
- 21 ottobre - Johann Hieronymus von Jungen, militare e generale austriaco († 1732)
- 23 ottobre - Gianantonio Davia, cardinale e arcivescovo cattolico italiano († 1740)
- 30 ottobre - Albrecht Konrad Finck von Finckenstein, generale prussiano († 1735)
- 30 ottobre - Ernesto Augusto di Schleswig-Holstein-Sonderburg-Augustenburg, nobile tedesco († 1731)

## Novembre(7)
- 1º novembre - Annibale Visconti, nobile e generale italiano († 1747)
- 12 novembre - Francesco Maria de' Medici, nobile e cardinale italiano († 1711)
- 16 novembre - Laura Pico della Mirandola, nobile italiana († 1720)
- 20 novembre - Daniel Ernst Jablonski, teologo tedesco († 1741)
- 22 novembre - Francesco Carlo di Auersperg, nobile e militare austriaco († 1713)
- 28 novembre - Maria Anna Vittoria di Baviera, nobildonna († 1690)
- 30 novembre - Victor Marie d'Estrées, ammiraglio francese († 1737)

## Dicembre(7)
- 4 dicembre - André Campra, compositore e direttore d'orchestra francese († 1744)
- 4 dicembre - Baldassarre Cattaneo Della Volta Paleologo, nobiluomo e mecenate italiano († 1739)
- 10 dicembre - Giuseppe Olgiati, vescovo cattolico italiano († 1736)
- 15 dicembre - Giovanni Camillo Sagrestani, pittore italiano († 1731)
- 25 dicembre - Charles Somerset, marchese di Worcester, nobile inglese († 1698)
- 26 dicembre - Peter Schenk, incisore, editore e cartografo olandese († 1711)
- 27 dicembre - Veronica Giuliani, mistica e badessa italiana († 1727)

## Senza giorno specificato(56)
- Giacomo Maria Airoli, gesuita e orientalista italiano († 1721)
- Matteo Alberti, architetto italiano († 1716)
- Giovanni Henrico Albicastro, compositore tedesco († 1730)
- Filippo Aldrovandi, politico italiano († 1748)
- Antonio Amorosi, pittore italiano († 1738)
- Bartolomeo Bernardi, compositore e violinista italiano († 1732)
- Giovanni Battista Brughi, pittore italiano († 1730)
- Kondratij Afanas'evič Bulavin, rivoluzionario russo († 1708)
- Teodoro Calmășu, nobile rumeno († 1740)
- Angelo Maria Crivelli, pittore italiano († 1730)
- Edmund Culpeper, incisore e ottico inglese († 1738)
- Mathieu de la Porte, matematico francese († 1722)
- Daniel Defoe, scrittore e giornalista britannico († 1731)
- Vittorio Demignot, artista e artigiano italiano († 1743)
- Thomas Dover, medico e corsaro britannico († 1742)
- Jeanne Dumée, astronoma francese († 1706)
- Dupont detto Pointié, pittore fiammingo († 1712)
- John Faber detto il Vecchio, disegnatore e incisore olandese († 1721)
- Nunzio Ferraiuoli, pittore italiano († 1735)
- Giuseppe Ferrara, architetto italiano († 1743)
- Pompeo Ferrari, architetto italiano († 1736)
- Johann Joseph Fux, compositore e teorico della musica austriaco († 1741)
- Alessandro Gagliano, liutaio italiano († 1728)
- Yvo Gaukes, medico tedesco († 1738)
- François Armand Gervaise, religioso francese († 1751)
- Jean Pierre Gibert, giurista francese († 1736)
- Pëtr Alekseevič Golicyn, nobile russo († 1722)
- Gavriil Ivanovič Golovkin, politico russo († 1734)
- Michiel van der Gucht, incisore fiammingo († 1725)
- Francis Hauksbee, scienziato britannico († 1713)
- William Herbert, II marchese di Powis, nobile britannico († 1745)
- Ichikawa Danjūrō I, attore teatrale e scrittore giapponese († 1704)
- Andreas Jäger, filologo e religioso svedese († 1730)
- Mathieu Lanes, compositore, organista e clavicembalista francese († 1725)
- Jean Laurent Le Semelier, teologo francese († 1725)
- Edward Lhuyd, naturalista, botanico e linguista gallese († 1709)
- Armand Claude Mollet, architetto francese († 1742)
- Alexander Montgomerie, IX conte di Eglinton, nobile scozzese († 1729)
- Pietro Morettini, architetto e ingegnere militare svizzero († 1737)
- Doricilio Moscatelli, architetto e ingegnere italiano († 1739)
- Giacomo Muttone, architetto italiano († 1742)
- Tommaso Olivieri, vescovo cattolico e teologo italiano († 1719)
- Carlo Federico Pietrasanta, architetto italiano († 1735)
- Antonio Puglieschi, pittore italiano († 1732)
- Matteo Ragonisi, pittore italiano († 1734)
- Federico II de' Rossi, condottiero italiano († 1754)
- Margherita Salicola, cantante lirica italiana († 1717)
- Massimo Santoro Tubito, presbitero e scrittore italiano
- Thomas Southerne, drammaturgo irlandese († 1746)
- Giovanni Antonio Tani, stuccatore e architetto italiano († 1730)
- Francesco Antonio Tullio, librettista e poeta italiano († 1737)
- Jan Van Vianen, incisore, pittore e disegnatore olandese († 1726)
- Gerolamo Veneroso, doge italiano († 1739)
- Benedetto Viale, doge († 1749)
- Xiao Gong Ren, imperatrice e principessa cinese († 1723)
- Giovanni Maria delle Piane, pittore italiano († 1745)